# Hilder Colón
Hilder Jobany Colón Álvarez (Puerto Cortés, Cortés, Honduras; 6 de abril de 1989) es un futbolista hondureño. Juega de defensa y su equipo actual es el Leones HT6 de la Liga de Ascenso de Honduras.

## Trayectoria
Hilder Colón debutó profesionalmente con el Real España en 2010, su primer partido disputado en Primera División fue ante el Hispano Fútbol Club, que terminó con un marcador de 2-1 a favor del Real España.

## Selección nacional
Fue seleccionado nacional para disputar con la Selección de fútbol de Honduras los Juegos Olímpicos de Londres 2012.

### Participaciones en Juegos Olímpicos
| Juegos Olímpicos | Sede        | Resultado        |
| ---------------- | ----------- | ---------------- |
| Londres 2012     | Reino Unido | Cuartos de final |

## Clubes
| Club                   | País                | Año                 | Partidos | Goles |
| ---------------------- | ------------------- | ------------------- | -------- | ----- |
| Real España            | Honduras            | 2010 - 2012         | 69       | 3     |
| Olimpo de Bahía Blanca | Argentina           | 2013                | 0        | 0     |
| Real España            | Honduras            | 2013 - 2014         | 12       | 1     |
| Victoria               | Honduras            | 2014                | 14       | 0     |
| Real Sociedad          | Honduras            | 2015 - 2016         | 69       | 3     |
| Juticalpa F.C.         | Honduras            | 2017 - 2019         | 62       | 7     |
| Honduras Progreso      | Honduras            | 2020 - 2022         | 20       | 1     |
| Victoria               | Honduras            | 2022                | 0        | 0     |
| Vida                   | Honduras            | 2023 - 2024         | 0        | 0     |
| Génesis                | Honduras            | 2024 - Act.         | 0        | 0     |
| Total en su carrera    | Total en su carrera | Total en su carrera | 246      | 15    |

## Palmarés

### Campeonatos nacionales
| Título          | Club        | País     | Año  |
| --------------- | ----------- | -------- | ---- |
| Torneo Apertura | Real España | Honduras | 2010 |